# Élodie d'Avray
Pour les articles homonymes, voir Avray.
Elodie ou Élodie d'Avray est une série de bande dessinée créée par Charles Jarry pour le Journal de Tintin. Contant les aventures d'une journaliste, elle paraît en 1970 et 1971 dans Tintin et dans Tintin Sélection. Elle est aussi publiée par Le Soir, par Spirou et par Pilote.

## Trame
Élodie d'Avray est rédactrice pour la revue féministe Isis. Rentrant d'un reportage en Champagne, elle se retrouve en panne de batterie, sous un gros orage, bloquée dans un petit village partiellement inondée par une crue de la Marne. 
Le hasard et les nécessités de ses reportages la mettent aux prises avec des individus peu recommandables. Elle se tire d'affaire par sa présence d'esprit et sa combativité. Ses divers talents, notamment en natation ou dans les langues étrangères, lui sont régulièrement bien utiles.

## Historique de la série
Charles Jarry est l'auteur de cette série, centrée sur le personnage d'Élodie d'Avray. Elle paraît en 1970 et 1971 dans Tintin puis dans Tintin Sélection.
Selon Jean Pirotte et Luc Courtois, cette série paraît d'abord dans Spirou, puis également dans Pilote et dans Le Soir jeunesse. Selon d'autres, c'est pour Tintin que Charles Jarry crée ce personnage.
La publication dans Tintin commence en 1970 au numéro 1134, avec un premier épisode intitulé Week-end à Étretat, sous le titre de série « Élodie d'Avray – Rédactrice à la revue féministe Isis »,. La série se poursuit dans Tintin avec deux autres épisodes : La maison des Pouzilhac et Exclusivité à saisir. Le quatrième et dernier épisode, La Voix en or, est publié dans le Tintin Sélection numéro 11, en 1971.

## Les personnages
Le personnage central de la série, Élodie d'Avray, est rédactrice pour une revue féministe, Isis. Jolie, brune, elle a un grain de beauté sous l’œil gauche. Sportive, elle est bonne nageuse et connaît suffisamment plusieurs langues étrangères.